# Кобликов, Владимир Васильевич
Владимир Васильевич Кобликов (1928—1972) — писатель, создававший свои произведения, в основном, для детей. Константин Паустовский называл Кобликова «писателем деревенских характеров». Действие произведений писателя разворачивается на фоне среднерусской природы, однако сама природа и отдельные пейзажи в его произведениях не носят характер статичного фона, а наоборот являются важнейшими компонентами изображения внутреннего мира человека, его переживаний.

## Биография
Владимир Кобликов родился в 1928 году в Калуге. Отец его был художником-живописцем, обучавшим сына премудростям изобразительного искусства. Высшее образование Кобликов получил, окончив педагогический институт в Калуге. В дальнейшем преподавал в школе одновременно литературу, рисование и автодело. Затем Кобликов устраивается работать в калужскую газету «Молодой ленинец», где и приобрёл свои первичные писательские навыки, которые развил в будущем, работая редактором в Калужском книжном издательстве.
Владимир Кобликов умер 6 августа 1972 года, оставив недописанный роман, новую повесть и множество набросков и текстовых начал.

## Литературная деятельность
Первая книга Кобликова вышла в 1961 году и получила название «Открытые окна». В следующем выходит «До свидания, эрлюсы».

## Художественные особенности творчества
Кобликов был наделён особым даром, я назвал бы его талантом общения с людьми. Просто и естественно принимал он в своё сердце всё, чем жили окружающие его, те, с кем сводила его судьба…Будущего детского писателя выдавало свободное, непреднамеренное соединение в рассказе лёгкой доверительности повествования с ощущением значительности того, чем живут маленькие герои рассказов.Анатолий Карпов, кандидат филологических наук, доцент
Сквозь все произведения Кобликова, независимо от их жанра, прослеживаются утверждаемые им нравственные идеалы красоты и добра. При этом эти идеалы, выражающиеся в его персонажах, были неразрывно связаны с окружающей героев природой и пейзажами.